# Juan Lavalle
Juan Galo de Lavalle (Buenos Aires, 17 ottobre 1797 – San Salvador de Jujuy, 9 ottobre 1841) è stato un militare e politico argentino. Fu un'importante figura delle guerre di indipendenza sudamericane e in seguito capo militare e politico nel corso delle guerre civili che si svilupparono in Argentina nella prima metà del XIX secolo.

## Biografia
Quinto figlio di María Mercedes González Bordallo e di Manuel José de La Valle y Cortés, importante funzionario coloniale del Vicereame del Río de la Plata, nacque a Buenos Aires nel 1797; il padre era un discendente diretto di Hernán Cortés, il conquistador del Messico. Dopo essersi trasferita a Santiago del Cile nel 1799, la sua famiglia tornò in Argentina nel 1807; nel 1812, quando José de San Martín decise di creare un corpo militare composto da giovani volontari indipendentisti, Juan Lavalle (che nel frattempo aveva già scelto di farsi chiamare in questo modo per eliminare ogni riferimento alle sue nobili origini spagnole) si arruolò come cadetto.

### Le guerre d'indipendenza
Lavalle partecipò alla cattura di Montevideo nel 1814, dove ebbe per comandante Manuel Dorrego; successivamente partecipò alla spedizione militare di San Martín sulle Ande, distinguendosi nella vittoriosa battaglia di Chacabuco del 1817. La sua condotta fu irreprensibile nella sconfitta di Chanca Rayada, così come nella vittoriosa battaglia di Maipú; al comando della sua compagnia inseguì poi i realisti sconfiggendoli nella battaglia del Bío Bío. Sbarcato in seguito a Pisco, ottenne una nuova vittoria a Nazca prima di incorporarsi nella colonna del generale Arenales al cui comando ottenne una nuova vittoria a Cerro de Pasco.
Occupata Lima, Lavalle volle continuare a lottare per l'indipendenza sudamericana e partecipò alla spedizione militare in Ecuador, dove si distinse nella battaglia di Riobamba e in quella di Pichincha, che diede l'indipendenza al paese. Nella disastrosa campagna dei Puertos Intermedios ebbe il compito di coprire la ritirata dell'esercito sconfitto con la sua cavalleria; dopo il naufragio del brigantino nel quale aveva imbarcato il suo esercito, fu costretto ad una lunga marcia nel deserto dalla quale a stento riuscì a salvarsi. I dissidi con Simón Bolívar lo convinsero a lasciare il Perù e a tornare in Argentina nel 1824.

### Il ritorno in Argentina e la guerra col Brasile
Tornato nel territorio delle Province Unite del Río de la Plata, Lavalle si fermò a Mendoza, dove sposò Dolores Correa; il 28 giugno 1824 si pose a capo di una rivoluzione che destituì il governatore di quella provincia, José Albino Gutiérrez. Dopo aver ricoperto per sei giorni la carica di governatore ad interim convocò il 4 luglio un'assemblea cittadina che elesse alla carica Juan de Dios Correas, parente della moglie.
A Buenos Aires fu messo al comando di un reggimento di fanteria impegnato a sud del fiume Salado nella conquista dei territori ancora occupati dagli indigeni. Lo scoppio della guerra argentino-brasiliana nel frattempo aveva spinto il Congresso, impegnato nel dare una Costituzione alla nuova entità statale, a creare la figura di Presidente della Repubblica Argentina con lo scopo di organizzare il conflitto; alla carica fu designato Bernardino Rivadavia, uno dei capi della fazione centralista (unitarios) contrapposta allora a quella federalista (federales).

Juan Lavalle partecipò alla spedizione dell'esercito argentino nella Banda Oriental, dove il 13 febbraio 1827 guidò la cavalleria alla vittoria contro la brigata imperiale brasiliana comandata da Bento Manuel Ribeiro nella battaglia di Bacacay. Una settimana più tardi, nella battaglia di Ituzaingó, la carica del suo 4º Reggimento di Cavalleria riuscì a sbandare il fianco destro dell'esercito brasiliano, risultando decisiva per la vittoria argentina. Partecipò in seguito ad altri scontri vittoriosi come a Camacuá il 23 aprile e a Yerbal il 13 maggio; dopo la firma della pace, tuttavia, Lavalle fu costretto con il suo esercito ad abbandonare il territorio della Provincia Orientale, diventata indipendente con il nome di Uruguay.

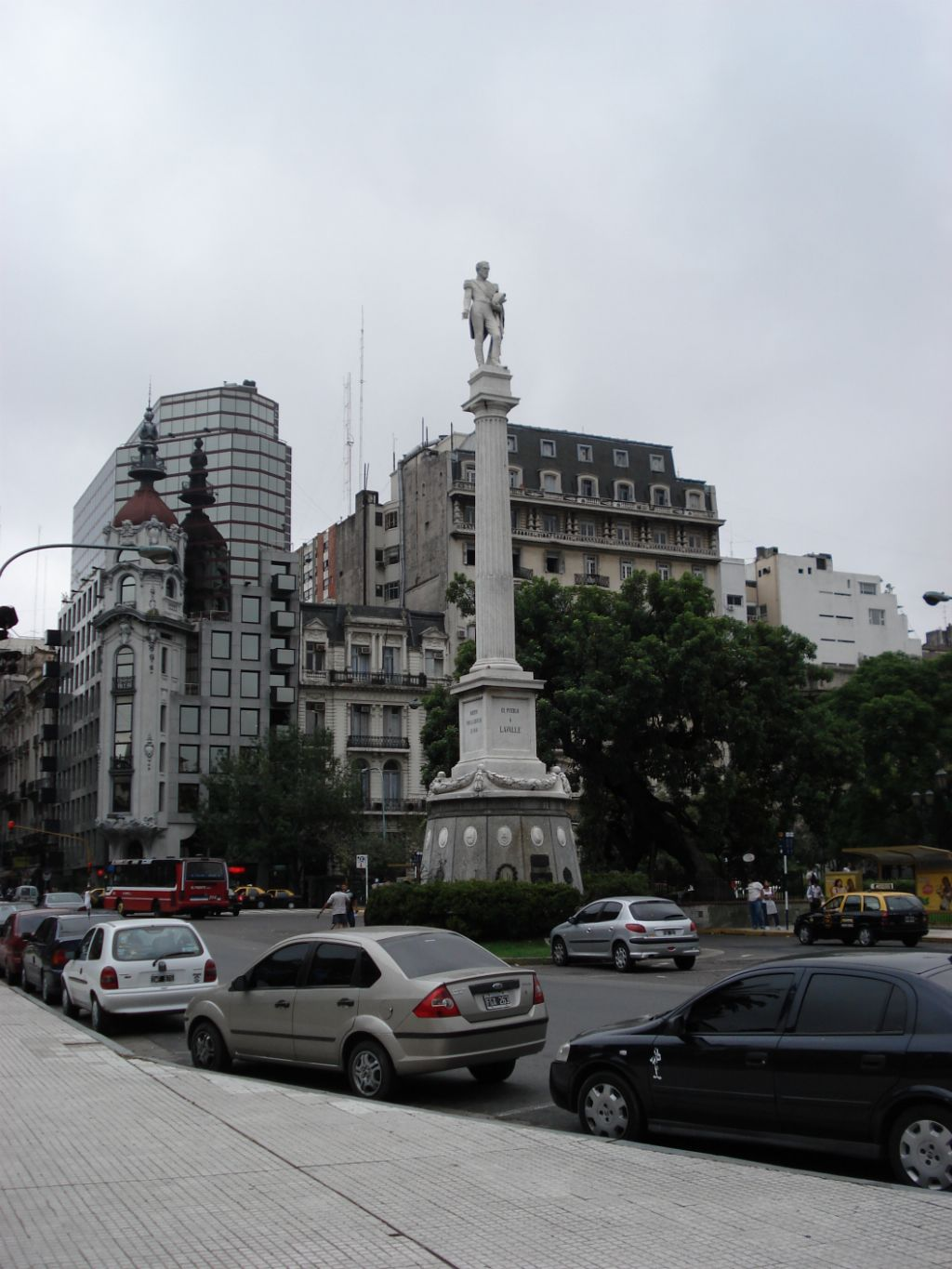
Monumento a Juan Lavalle nell'omonima piazza di Buenos Aires

### La Rivoluzionedecembrista
I veterani della guerra argentino-brasiliana, sentendosi traditi dalla firma di una pace disonorevole che vanificava di fatto i loro successi sui campi di battaglia, videro in Lavalle la figura attorno alla quale coalizzarsi per destituire il nuovo governatore di Buenos Aires, Manuel Dorrego, che di fatto aveva fatto fallire il progetto unitario di Rivadavia e la promulgazione di una Costituzione. La mattina del primo dicembre 1828 i congiurati presero il potere a Buenos Aires; Dorrego fuggì all'interno della provincia dove provò ad organizzare la resistenza. Lavalle non gli diede il tempo di farlo: il 9 dicembre raggiunse il governatore spodestato che fu costretto ad accettare battaglia a Navarro con un esercito impreparato, venendo sconfitto. Il giorno successivo Dorrego fu tradito da due suoi ufficiali che lo catturarono e lo consegnarono a Lavalle.
Consigliato da molti dei suoi ufficiali in tal senso, Lavalle ordinò l'esecuzione del suo avversario. Dorrego venne fucilato il 13 dicembre 1828. La fucilazione creò notevoli problemi al nuovo governatore provvisorio; lo stesso generale San Martín, tornato da un esilio in Europa durato cinque anni, si rifiutò di collaborare con il nuovo governo preferendo spostarsi a Montevideo.
Nel frattempo i federales erano riparati a Santa Fe trovando un nuovo comandante in Juan Manuel de Rosas e riuscendo a respingere l'esercito di Lavalle. Per evitare il protrarsi della guerra civile i due capi avversari decisero di accordarsi stipulando il 24 giugno 1829 il patto di Cañuelas; in esso si fissavano nuove elezioni, mentre un articolo segreto stabiliva una lista di deputati delle due fazioni e i nomi delle future cariche di governo. Gli esponenti unitarios si ribellarono a questo accordo, costringendo Lavalle a rompere il patto stipulato. Con l'esercito ridotto a 1.100 uomini, tuttavia, il governatore provvisorio dovette stipulare con Rosas un nuovo accordo in agosto, per mezzo del quale fu nominato Juan José Viamonte come nuovo governatore provvisorio. Trovandosi in una situazione sempre più difficile a Buenos Aires, Lavalle decise infine di riparare in Uruguay, dove lo raggiunse la notizia che Rosas era diventato il nuovo governatore dopo una forte campagna di stampa in cui lo accusava di essere l'assassino di Dorrego.

### In Uruguay
Tra il 1830 e il 1831 Lavalle tentò tre volte di invadere Entre Ríos dalla Banda Oriental, fallendo sempre l'obbiettivo. Nel 1838 intervenne nella guerra civile uruguaiana, unendosi alle truppe di Fructuoso Rivera; fu protagonista il 15 giugno della battaglia di Palmar, nella quale Manuel Oribe fu sconfitto e costretto all'esilio in Argentina.
Nel 1839, appoggiato dalla marina militare francese, si pose a capo di un gruppo di ufficiali che occuparono l'isola di Martín García.

### La campagna militare del 1840
Deciso a riprendere il comando degli unitarios e a spodestare Rosas, Lavalle cambiò i suoi piani alla notizia che il governatore di Entre Ríos, Pascual Echagüe, aveva invaso l'Uruguay; a bordo di una flotta francese sbarcò con 500 uomini proprio nel nord dell'Argentina lasciato sguarnito. Il 22 settembre 1839 sconfisse nella battaglia di Yeruá il governatore delegato Vicente Zapata, che aveva riunito una milizia improvvisata per affrontare l'invasione. Non essendo riuscito a sollevare la popolazione si spostò a Corrientes, dove Pedro Ferré aveva preso il potere in attesa dell'arrivo di Lavalle.
Il successo della battaglia favorì la rivolta di alcuni proprietari terrieri nella provincia di Buenos Aires che però, totalmente disorganizzati, furono duramente sconfitti il 7 novembre dall'esercito di Rosas nella battaglia di Chascomús; alcuni dei sopravvissuti alla sconfitta riuscirono per mezzo di alcune navi francesi ad imbarcarsi per Montevideo e da qui raggiungere l'esercito di Lavalle a Corrientes. Nel frattempo l'invasione della Banda Oriental da parte di Echagüe fallì miseramente: pur disponendo di un numero enormemente superiore di uomini quest'ultimo fu infatti sconfitto dall'esercito uruguaiano a Cagancha.
Rinfrancato dal successo dei suoi alleati "orientali", Lavalle invase nuovamente nel marzo del 1840 il territorio di Entre Ríos. Il 10 aprile attaccò Echagüe a Don Cristóbal, disperdendone la cavalleria e costringendolo a rifugiarsi nei pressi del Paraná; il 16 luglio, tuttavia, non riuscì ad ottenere una vittoria decisiva sul nemico, che aveva ricevuto rinforzi da Rosas, nella battaglia del Sauce Grande. Alla fine si imbarcò per spostarsi a Buenos Aires. Sbarcato a San Pedro, respinse gli attacchi di Juan Pablo López, governatore di Santa Fe ma invece di dare l'assalto alla capitale si allontanò da essa. Il 29 settembre occupò Santa Fe, catturando il comandante della sua difesa, il generale uruguaiano Eugenio Garzón, e abbandonandola al saccheggio.

### L'ultima campagna militare

Percorso della spedizione militare di Juan Lavalle dal 1839 al 1841.

La firma di un accordo tra la Francia e Rosas privò Lavalle di un alleato prezioso; lungi dall'accettare l'armistizio offerto da emissari francesi, il generale ribelle pose le sue speranze nell'esercito dell'appena sorta "Coalizione del Nord", formata da sei province contrarie a Rosas, al cui comando si trovava il generale Gregorio Aráoz de Lamadrid. I due eserciti avrebbero dovuto incontrarsi a Romero, ma Lavalle, braccato da vicino dall'esercito federale che Rosas aveva affidato ora all'ex presidente uruguaiano Oribe, dopo una marcia estenuante nel deserto del Chaco arrivò al luogo dell'appuntamento solo il 26 novembre, sei giorni dopo l'abbandono del luogo da parte di Lamadrid.
Il 28 novembre Oribe attaccò a Quebracho Herrado, sconfiggendo l'esercito unitario, che lasciò sul campo un migliaio di soldati tra morti, feriti e prigionieri.
Lavalle si ritirò verso nord, nella provincia di Córdoba, abbandonandone però presto la capitale; pur essendosi ricongiunto con le truppe di Lamadrid commise però l'errore di disperdere i migliori uomini del suo esercito in una serie di azioni nella provincia di La Rioja, mentre una sua divisione, al comando del suo luogotenente José María Vilela, veniva sorpresa e sbaragliata a San Cala. Nel frattempo Lamadrid, che si era diviso di nuovo da lui per tentare un'azione verso sud, fu sconfitto il 24 settembre a Rodeo del Medio, nella provincia di Mendoza.
Entrato a Tucumán con i resti del suo esercito, Lavalle dovette affrontare numerose diserzioni tra le sue truppe, ormai demotivate; il 19 settembre 1841 fu costretto da Oribe ad accettare battaglia nonostante disponesse ormai di un esercito allo sbando e privo di veterani, venendo di nuovo sconfitto a Famaillá. Nella sua ritirata verso nord arrivò l'8 ottobre a San Salvador de Jujuy, dove decise di passare la notte nonostante i numerosi avvertimenti a lui giunti del fatto che la città non fosse sicura. Qui morì il mattino seguente in una casa nella quale aveva preso alloggio; le circostanze della sua morte, attribuita ufficialmente ad un colpo di fucile passato attraverso la serratura della porta, non sono mai state del tutto chiarite.
I suoi resti furono sepolti in Cile, lontano dalla furia dei federales. Il 19 gennaio 1861 il suo corpo fu riesumato e portato al Cimitero della Recoleta.